# Emilia Valeva
Emilija Văleva (en búlgaro: Емилия Вълева; 21 de marzo de 1982) es una cantante búlgara de turbo-folk, aunque dentro de su repertorio incluye géneros como el pop, canciones balcánicas y soul. Es muy conocida en su país y ha publicado nueve álbumes de estudio hasta ahora.

## Biografía
Emilija nació en la ciudad de Radnevo el 21 de marzo de 1982, pero se crio en la localidad de Galabovo.
A la edad de 12 años se inscribió en una escuela de canto tradicional regida por Živka Kazakova y Dimităr Kolev. Posteriormente continuó sus estudios en la Escuela Nacional de Artes Populares en Široka Laka y tres años después, a la joven cantante se le propuso firmar un contrato con el gigante discográfico, Payner Music, Empresa basada en Dimitrovgrad. A pesar de todo lo que el contrato suponía, Emilija se negó a firmarlo, y aunque llegó a formar parte del catálogo de la discográfica, consideró que no estaba preparada vocalmente para emprender una carrera musical. Mientras tanto, compaginó sus estudios musicales con su educación secundaria, que terminaría en el año 2000.
Antes de firmar definitivamente el contrato con Payner, sólo llegó a interpretar canciones populares en fiestas tradicionales. No fue hasta 1999 cuando grabó su primer single perteneciente al género Turbo-folk titulada Svăršeno e s tebe, producida por Mitko Mitev, y escrita por Dimităr Petrov, siendo este último el que se convertiría años después en su productor. Emilija en 1999 recibió su primer gran premio - un premio por el debut en el festival de la canción tradicional "Trakija Folk". Un año después, aparecería el primer álbum en solitario de la vocalista titulado "Veselo Momiče". Los años siguientes, seguiría ganando más premios en los festivales "Trakija Folk" y "Pirin Folk". También recibió sendos galardones por parte de la revista Nov folk y el canal musical de televisión Planeta TV.
Emilija ha grabado canciones a dúo con Marija Panajotova, Valdés y Nidal Kaysar. En 2005, la cantante cambió de productor musical con Todor Dimitrov, productor de Gergana entre otros artistas. Se lanzó su álbum "Samotna staja", su álbum de estudio más exitoso hasta la fecha del cual se desprendieron los sencillos: "Samotna staja", "Za mene zaboravi" y "Celuvaj me". En junio de 2006, aparece su quinto álbum, Misli za men y en abril de 2007, publica un álbum de baladas titulado Celuvaj me (Título de uno de los sencillos del disco anterior).
el 30 de diciembre del 2008 aparece su séptimo y último álbum hasta la fecha titulado: Rodena săm da te običam.

## Vida personal
Inició una relación con el empresario Koko Dinev en 2001, cuando apenas comenzaba una carrera en la música. Se separaron en 2002; Dinev se casó con la cantante Anelia, con quien tuvo una hija, mientras que Emilia también estuvo casada con un empresario hasta 2006. En 2007 reinició su relación con Dinev. 
El 11 de mayo de 2008 Emilia da a luz a su primer hijo, llamado Ivan. El 3 de octubre de 2016 se convirtió en madre por segunda vez con el nacimiento de su hija Mira. La pareja se separó en junio de 2017 y a principios de 2018 ya estaban divorciados.
Inició una relación con el empresario George Bashur en 2018, se casaron el 21 de julio de 2018 en Sofía. El 10 de febrero de 2022 tuvieron su primera hija, Georgina Bashur.

## Discografía

### Álbumes de estudio
- 2001: Veselo momiče (Chica alegre)
- 2002: Nežni ustni (Labios dulces)
- 2004: Angel v noštta (Ángel en la noche)
- 2005: Samotna staja (Habitación solitaria)
- 2006: Misli za men (Piensa en mi)
- 2008: Rodena sâm da te običam (Nacida para amarte)
- 2010: Taka mi haresva (Así me gusta)
- 2012: Smelite si imat vsičko (Ellos lo tienen todo)
- 2015: Eh, Bâlgarijo krasiva (Eh, hermoso Balgariyo)

### Recopilatorios
- 2007 Celuvaj me (Bésame)